# Ballongkjol
Ballongkjol är en kjol som ser ut som en dunjacka, vid, ymnig, med fåll som blusar över. Tekniken är ganska enkel - kjolen är sydd av dubbla längder, det vill säga en längd viks dubbel och sys ihop vid midjelinningen, men fållen sys aldrig samman. För att puffa upp kjolen använder man tyll eller tidningspapper som stoppning.
Modellen, och tekniken som sådan, uppfann Balenciaga 1950. Stilen höll i sig i aftonkjolar till 1953, återkom i korta kjolar hos Armani på 1980-talet, Donna Karan relanserade den långa ballongkjolen 1998.